# Ovobulbus
Ovobulbus là một chi nhện trong họ Oonopidae.